# Aeropuerto Internacional Costa Esmeralda
El Aeropuerto Internacional Costa Esmeralda (FAA: ECI – IATA: ECI – OACI: MNCE, ubicado a 10 kilómetros (6,2 millas) al oeste de Tola, un pueblo en el departamento de Rivas y a 260 kilómetros al este del centro de la ciudad de Managua. Sirve como principal aeropuerto para el municipio de Tola, en el departamento de Rivas, Nicaragua.
El aeropuerto está en el campo, a 3 kilómetros (2 millas) tierra adentro desde la costa del Pacífico. Hay grandes colinas al norte y al este del aeropuerto. El aeropuerto fue inaugurado el 15 de noviembre de 2015, con un costo de casi 13 millones de dólares participados entre el gobierno de Nicaragua y el Grupo Empresarial Pellas.
El aeropuerto recibe una importante cantidad de vuelos chárteres y privados que proceden principalmente de Estados Unidos, Sudamérica y Europa, convirtiéndolo así en el segundo aeropuerto más transitado e importante del país centroamericano gracias a  la cantidad de vuelos privados que llegan a esta zona muy exclusiva de Nicaragua, ya que se encuentran numerosos hoteles y residenciales de lujo, como el lujoso Golf Resort Guacalito de la Isla, e incluyendo famosas playas como San Juan del Sur que a diario recibe miles de turistas. 

## Aerolíneas y destinos
| Aerolíneas | Destinos           |
| ---------- | ------------------ |
| La Costeña | Managua (chárter)  |
| SANSA      | San José (chárter) |

## Galería fotográfica

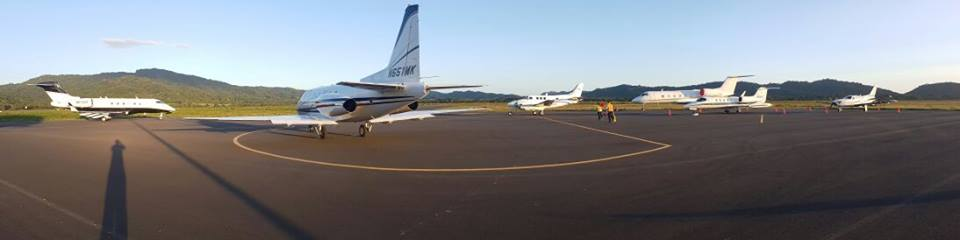
La rampa del Aeropuerto Internacional Costa Esmeralda, con algunos aviones privados
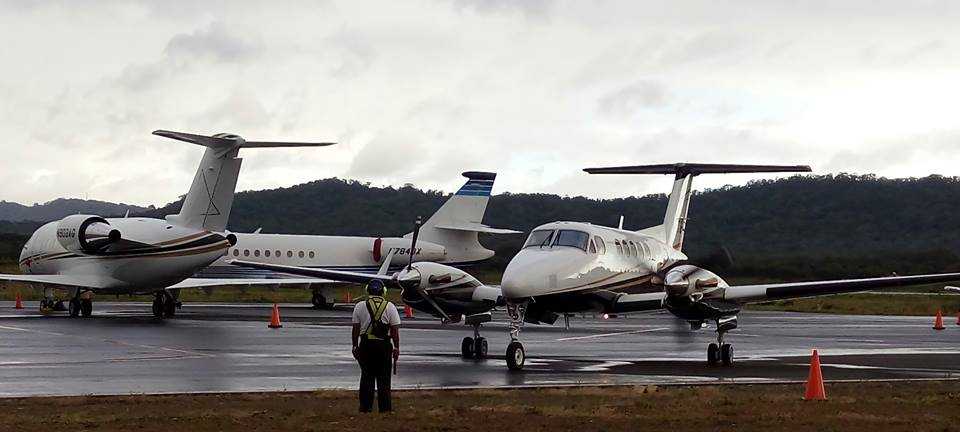
La terminal del Aeropuerto Costa Esmeralda, con algunos aviones privados a la vista
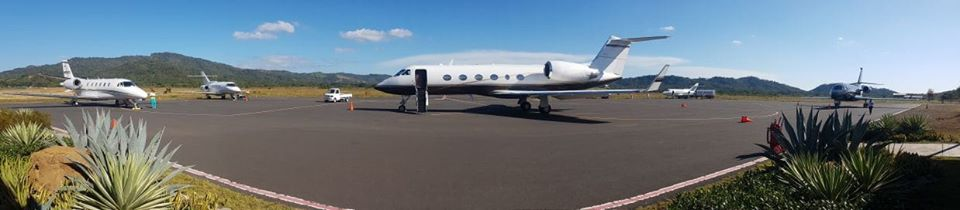
Otra vista de la terminal
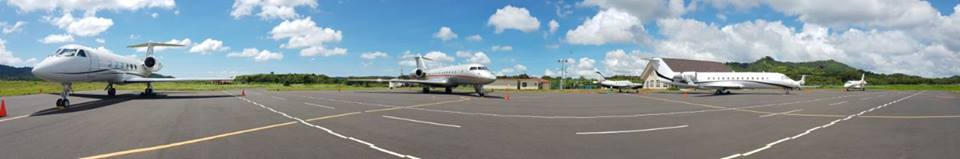
Una vista de la rampa